# Digvijay Bhonsale
Pour les articles homonymes, voir Bhonsale.
Digvijay Bhonsale (hindi : दिग्विजय भोंसले, prononcé Dig-vijay Bho-slay, né le 31 mars 1989) est un chanteur, guitariste et compositeur indien de rock et heavy metal,. Il est surtout connu comme le leader du groupe Nicotine, le premier groupe de metal d'Indore qualifié de « pionniers du metal en Inde centrale,,. »

## Biographie
Bhonsale est né à Mumbai et a grandi à Indore. Il fait ses études au Daly College. Il obtient son baccalauréat en administration des affaires de PIMR (Université Devi Ahilya) et sa maîtrise en administration des affaires de l'Université métropolitaine de Cardiff au Pays de Galles, au Royaume-Uni[réf. nécessaire]. Son arrière-arrière-grand-père a déménagé de Barshi (Maharashtra) à l'État de Gwalior et s'est installé plus tard dans l'État de Dewas Junior, où lui et ses descendants ont occupé une position noble héréditaire appelée Mankari, dans le Darbâr de l'État,.
En plus de se produire avec son groupe, il s'est également produit plusieurs fois à Cardiff en tant que musicien solo où il a vécu de 2010 à 2012. En 2017, il déménage à Harare, au Zimbabwe, et joue plusieurs concerts acoustiques en solo à Jam Tree, Queen of Hearts, Amanzi et Corky's,.
Il collabore avec les membres du groupe Evicted, et joue aux côtés de Dividing The Element, Acid Tears et Chikwata-263 lors de l'édition zimbabwéenne 2018 du concert Metal United World Wide au Reps Theatre de Harare.

## Influences
Bhonsale cite ses influences comme Nirvana, Incubus, Chevelle et Rage Against the Machine.

## Équipement
- Guitare électrique Jackson King V
- Fender Jaguar Kurt Cobain Signature Guitare électrique
- Processeur de guitare multi-effets Line 6 Pod X3 Live
- Dunlop DB01 Dimebag Darrell Signature Cry Baby Wah Pédale
- Ampli Blackstar ID Core
- Guitare acoustique Ibanez Dreadnaught

## Galerie

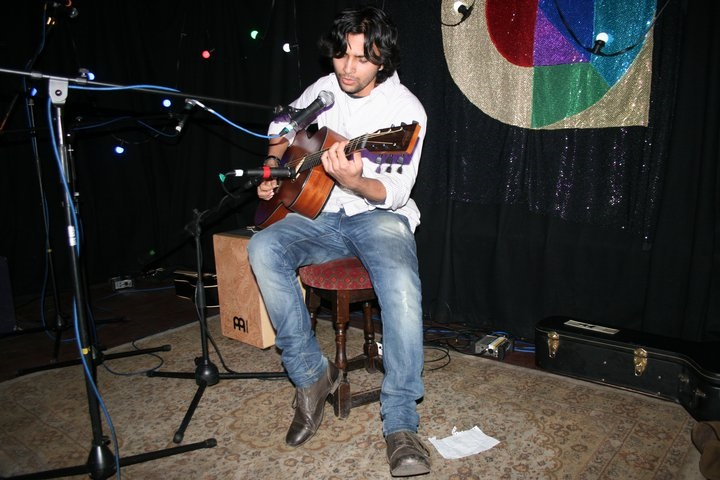
Digvijay Bhonsale Live at 'No Sweat', Cardiff Arts Institute, Pays de Galles, Royaume-Uni, 2011.
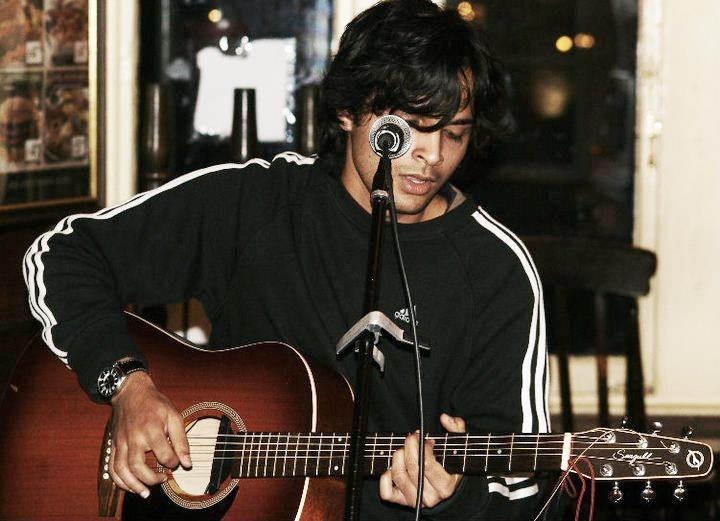
Live au Pen n Wig à Cardiff, Pays de Galles, Royaume-Uni en 2011.
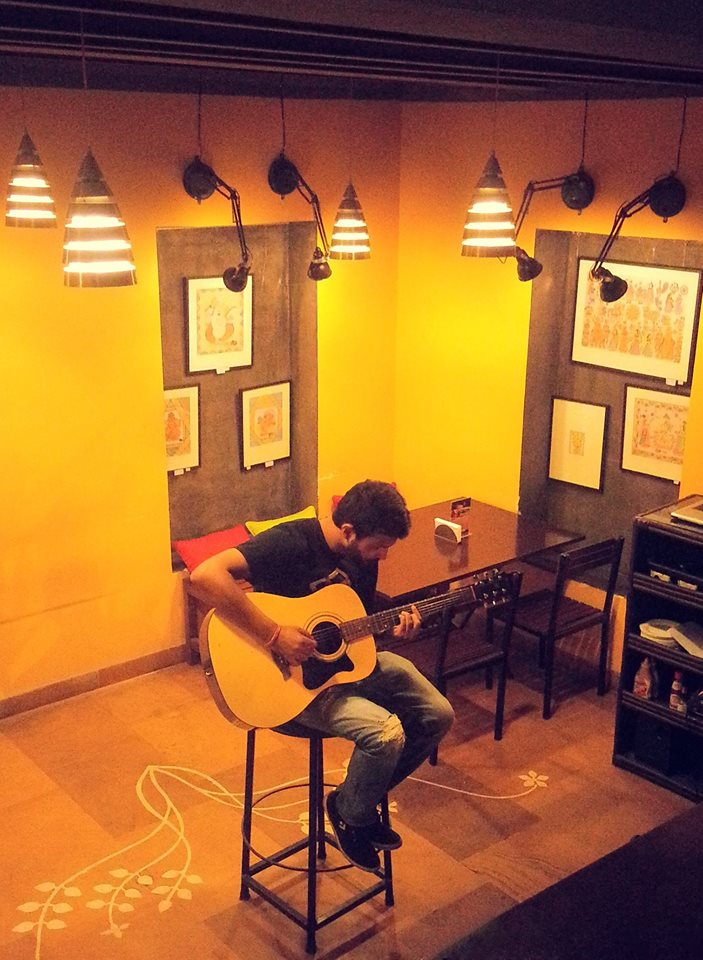
Live à Kuzart Lane, à New Delhi, Inde, en 2014.
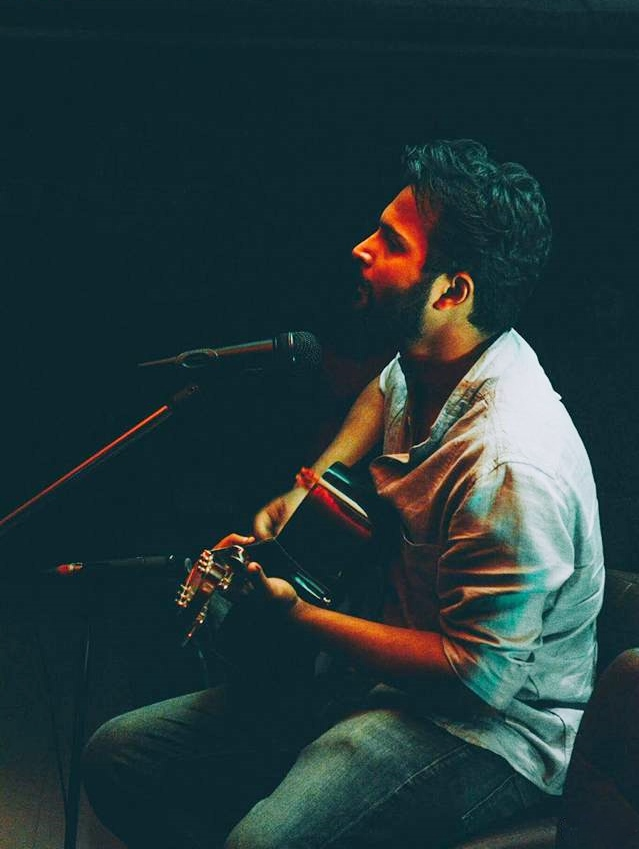
Live au Woodstock Lounge à Indore, Inde, en 2015.
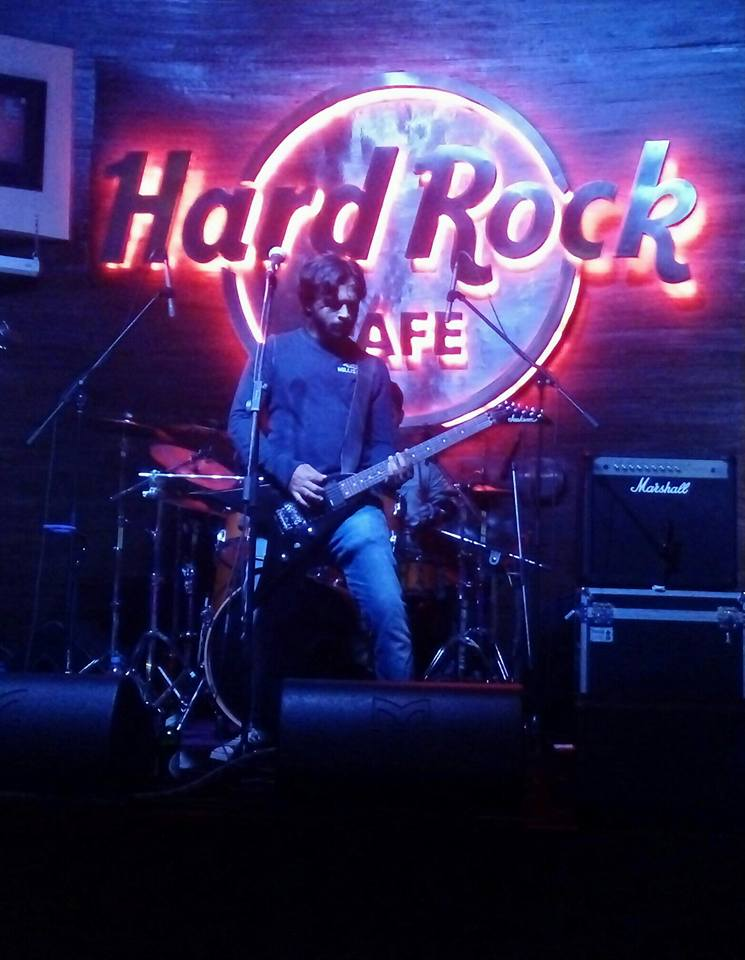
Vivre avec de la nicotine au Hard Rock Cafe à Hyderabad, en Inde, en 2016.
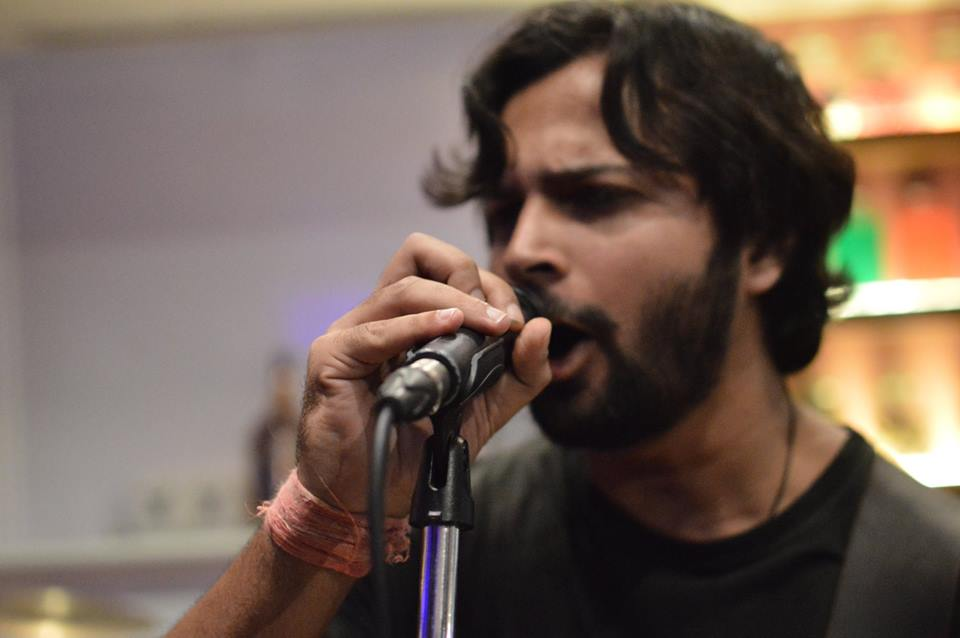
Live with Nicotine à Rockville à Mumbai, en Inde, en 2016.
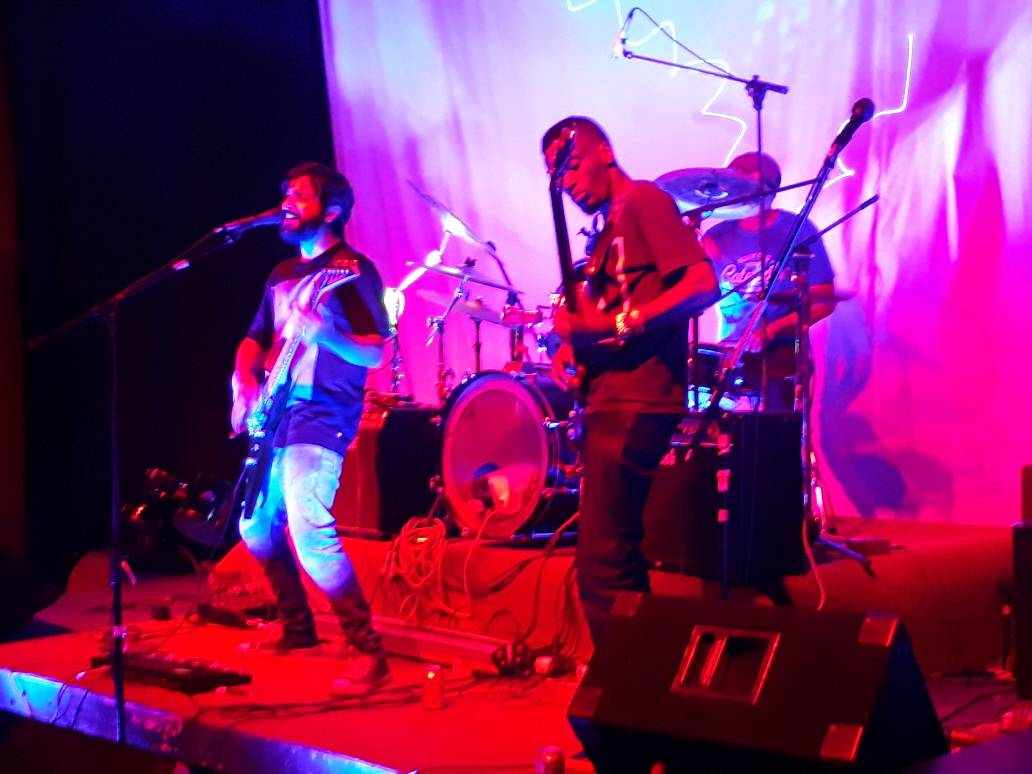
Live à l'édition zimbabwéenne de 'The Metal United World Wide', au Reps Theatre, Harare, en 2018.